# Himle
Himle is een plaats in de gemeente Varberg in het landschap Halland en de provincie Hallands län. De plaats heeft 259 inwoners (2005) en een oppervlakte van 40 hectare.